# المصرف العربي للتنمية الاقتصادية في إفريقيا
المصرف العربي للتنمية الاقتصادية في أفريقيا (بالفرنسية: ( Banque Arabe pour le Développement Économique en Afrique (BADEA)‏ تم تأسيسه بناءً على قرار مؤتمر القمة العربي الذي عُقد في الجزائر بتاريخ 28 نوفمبر 1973م ، وعلى توصية المجلس الاقتصادي والاجتماعي لدى جامعة الدول العربية. وباشر عمله بدءاً من شهر مارس لعام 1975م ومقرّه الخرطوم في السودان. وهو عبارة عن مؤسسة عربية متخصصة تدور في فلك جامعة الدول العربية ، التي أسهمت إيجابياً في تأسيسه وشجّعت على إقامته ووفّرت له جميع وسائل الدعم اللازمة لممارسة نشاطه ضمن إطار جغرافي يتعدى حدود العمل الإقليمي للجامعة. وهذا ما أسهم في تعميق روح التضامن والتعاون المشترك بين الدول العربية من جهة، وبين دول القارة الإفريقية من جهة أخرى. ويتمتّع المصرف العربي للتنمية الاقتصادية في إفريقيا بالشخصية القانونية والإرادة الذاتية المستقلة والأهلية الدولية اللازمة لممارسة مهامه واختصاصاته، وكذلك بجميع المزايا والحصانات المقرّرة للمنظمات الدولية. ويمارس نشاطه بإشراف المجلس الاقتصادي والاجتماعي لجامعة الدول العربية، على الرغم من استقلاليته الإدارية والمالية الكاملة.

## الأهداف والمهام
يهدف المصرف العربي للتنمية الاقتصادية في إفريقيا إلى دعم التعاون الاقتصادي والمالي والفني بين الدول العربية والدول الإفريقية، والإسهام في تمويل مشروعات التنمية الاقتصادية، وتشجيع مشاركة رؤوس الأموال العربية في هذه المشروعات، وتوفير المعونة اللازمة للتنمية في إفريقيا.

## العضوية والتصويت
يتمتع بعضوية المصرف العربي للتنمية الاقتصادية في إفريقيا جميع الدول الأعضاء في جامعة الدول العربية تقريباً. وتسهم دول الخليج العربي ، وخاصة المملكة العربية السعودية والإمارات العربية المتحدة بالجزء الأكبر من رأس ماله، وتملك بالتالي النسبة الأكبر من الأصوات داخل أجهزة المصرف؛ كونه يعتمد الأسس ذاتها المستقرة لدى معظم المؤسسات المالية الدولية كصندوق النقد الدولي والبنك الدولي للإنشاء والتعمير التي تمنح الدول الأعضاء عدداً من الأصوات يتماثل مع مدى مساهمتهم في رأس مال المؤسسة.

## البنية التنظيمية
يتألف المصرف العربي للتنمية الاقتصادية في إفريقيا ـ كما هي الحال لدى معظم المؤسسات المالية الدولية ـ من ثلاثة أجهزة رئيسية تتولى إدارة شؤونها ونشاطاته والتعبير عن إرادته بمواجهة الدول والهيئات الدولية والإقليمية. وهذه الأجهزة تتمثل في:
ـ مجلس المحافظين: ويتكوّن من ممثلي جميع الدول الأعضاء في المصرف. يجتمع مرة كل عام، ويتولى المجلس السلطة العليا للمصرف ويُشرف على جميع نشاطاته، ويتخذ القرارات الأساسية اللازمة؛ لضمان حسن سير أدائه، وقبول أعضاء جدد وإيقاف العضوية وزيادة رأس مال المصرف أو تخفيضه.
ـ مجلس الإدارة: ويتألف من ممثلين دائمين للدول الأعضاء. يجتمع مرة كل شهر للإشراف على تنفيذ سياسة المصرف وقرارات مجلس المحافظين. ويتخذ قراراته بالأغلبية، مع الأخذ بالحسبان أن لكل دولة عضو عدداً من الأصوات يتناسب مع مدى مساهمتها في رأس مال المصرف.
ـ إدارة المصرف: وتتألف من مدير يتم انتخابه لمدة خمس سنوات من قبل مجلس المحافظين؛ وذلك لإدارة شؤون المصرف وتمثيله أمام الغير. ويعاونه عدد من الموظفين.

## الموارد والنشاطات
يعتمد المصرف اعتماداً أساسياً في تأمين موارده على اكتتابات الدول الأعضاء في أسهم رأس ماله المصرّح به، وعلى المساهمات الإضافية التي تقدمها الدول طوعاً، وكذلك على الإعانات والقروض التي يتمكن المصرف من الحصول عليها، والأرباح المتحصلة من المساهمة في المشروعات، وأخيراً من فوائد القروض المستحقة، والتي تُمنح عادة لآجال متوسطة وطويلة الأجل وبمعدلات منخفضة. وقد أسهم المصرف في تنمية التعاون العربي/الإفريقي ودعم العديد من المشروعات الاستثمارية والتنموية في القارة الإفريقية. لكنه يعاني نقص الموارد وعدم كفايتها لمتطلبات المشروعات التنموية التي يرغب المصرف المساهمة فيها، وعزوف العديد من الدول الأعضاء عن تقديم مساهماتها المالية للمصرف، وهذا ما يجعله كثيراً ما يقف عاجزاً عن متابعة مشروعاته في إفريقيا.